# José Rodríguez Carballo
José Rodríguez Carballo OFM (ur. 11 sierpnia 1953 w Lodoselo Orense) – hiszpański duchowny katolicki, franciszkanin, w latach 2003-2013 generał Zakonu Braci Mniejszych, w latach 2013-2023 sekretarz Kongregacji ds. Instytutów Życia Konsekrowanego i Stowarzyszeń Życia Apostolskiego, od 2024 arcybiskup Méridy-Badajoz.

## Życiorys
Do Zakonu wstąpił 31 lipca 1970 w prowincji św. Jakuba w Santiago de Compostela w Hiszpanii, profesję uroczystą złożył 8 grudnia 1976, natomiast 28 czerwca 1977 został w Jerozolimie wyświęcony na prezbitera.
Uzyskał licencjat z teologii biblijnej w Jerozolimie w Studium Biblicum Franciscanum i licencjat z Pisma świętego na Papieskim Instytucie Biblijnym w Rzymie. Następnie był wykładowcą w Wyższym Seminarium Duchownym w Vigo i na Wydziale Teologicznym w Santiago de Compostela. W swojej prowincji zakonnej był gwardianem, magistrem postulantów, nowicjuszy, profesów czasowych, sekretarzem prowincjalnym ds. formacji i studiów, komisarzem Ziemi Świętej, definitorem, ministrem prowincjalnym i przewodniczącym UFME (Unio Fratrum Minorum Europae – Unia Braci Mniejszych Europy).
Wybrany na Kapitule w Asyżu w 1997 na definitora generalnego, był jednocześnie sekretarzem generalnym ds. formacji i studiów w latach 1997–2003.
Ministrem generalnym został wybrany 5 czerwca 2003 na 186. Kapitule Generalnej w Asyżu, której przewodniczył legat papieski kard. Jorge Medina Estévez. Ponownie wybrany 4 czerwca 2009, podczas 187. Kapituły Generalnej w Asyżu; wyborom przewodniczył legat papieski kard. José Saraiva Martins.
Ministrowi generalnemu Zakonu Braci Mniejszych przysługuje pieczęć i tytuł: "Minister Generalny Całego Zakonu Braci Mniejszych" (Minister Generalis Totius Ordinis Fratrum Minorum).
Papież Jan Paweł II 7 sierpnia 2004 mianował go członkiem Kongregacji ds. Ewangelizacji Narodów. W 2012 wybrany został przewodniczącym Unii Wyższych Przełożonych.
6 kwietnia 2013 został mianowany przez papieża Franciszka tytularnym arcybiskupem Bellicastrum oraz sekretarzem Kongregacji ds. Instytutów Życia Konsekrowanego i Stowarzyszeń Życia Apostolskiego. Sakry biskupiej udzielił mu 18 maja 2013 kard. Tarcisio Bertone.
14 września 2023 ten sam papież przeniósł go na urząd arcybiskupa koadiutora archidiecezji  Méridy-Badajoz. Rządy w archidiecezji objął 29 czerwca 2024, po przejściu poprzednika na emeryturę. Paliusz otrzymał z rąk papieża Leona XIV w dniu 29 czerwca 2025..
Zna języki: hiszpański, włoski, portugalski, francuski, angielski i kataloński.